# Fragili (Marina Barone)
Fragili è il quinto album di Marina Barone, pubblicato, prodotto e distribuito nell'ottobre del 1997 in formato CD e musicassetta da Duck Record.

## L'album
Un disco dalle sonorità pop-rock che coinvolge numerosi noti musicisti del panorama della musica leggera e del jazz italiano.
La produzione passa a Guido Guglielminetti. Il disco verrà pubblicato (con nome e cognome completo) anche in Belgio e Paesi Bassi dall'etichetta Dino Music, la quale proporrà anche due singoli estratti dall'album: Fragili/Abbiamo ancora un cuore e Dentro un film/Conta su di te.
Nel 1998 il disco sarà pubblicato anche in versione spagnola Fragiles per il mercato latino-americano. L'album è attualmente in vendita in formato mp3.

## Tracce
1. Fragili – 5:06 (testo: Marina Barone – musica: Tiziano Barbone)
2. Ti voglio dire – 4:05 (testo: Marina Barone – musica: Giò Tortorelli)
3. Abbiamo ancora un cuore – 4:59 (testo: Marina Barone – musica: Paolo Baldan Bembo)
4. Le madri degli uomini – 4:46 (testo: Marina Barone – musica: Paolo Baldan Bembo)
5. Conta su di te – 4:17 (testo: Marina Barone – musica: Paolo Baldan Bembo)
6. Il candore dei bambini – 4:03 (testo: Marina Barone – musica: Guido Guglielminetti)
7. Dentro un film – 3:24 (testo: Marina Barone, Tiziano Barbone – musica: Paolo Baldan Bembo, Guido Guglielminetti)
8. Travel train – 3:39 (testo: Marina Barone – musica: Ivan Suardi)
9. Mai più – 3:35 (testo: Maurizio Piccoli – musica: Maurizio Piccoli)
10. Non è la fine del mondo – 4:02 (testo: Marina Barone – musica: Tiziano Barbone)
11. Dulcamara (Intro arpa strumentale) – 0:32 (musica: Andrea Pozzoli)
12. Inconsueta storia d’amore – 3:54 (testo: Marina Barone – musica: Giò Tortorelli)

Durata totale: 46:22

## Formazione
- Marina Barone: Voce
- Elio Rivagli: Batteria, Percussioni
- Paolo Baldan Bembo, Carlo Gaudiello: Tastiera, Programmazione elettronica:
- Diego Borotti: Sax in Le madri degli uomini
- Lucio Bardi: Chitarra elettrica
- Guido Guglielminetti: Basso, Chitarra acustica
- Andrea Pozzoli: Arpa
- Sergio Caputo: Violino
- Marco Bonino: Armonica in Fragili
- Lola Feghaly: Cori
- Lalla Francia: Cori
- Coro bambini in Non è la fine del mondo: Denise e Giusy Mazzeo

## Crediti
- Produzione Esecutiva: Bruno Barbone
- Produzione Artistica ed Arrangiamenti: Guido Guglielminetti
- Fotografie e grafica cover e booklet: Mauro Balletti

## Videoclip estratti
- Fragili
- Il candore dei bambini
- Ti voglio dire